# Pola Regio
Pola Regio este o structură geologică de pe asteroidul 243 Ida. A fost numit după Pula (Pola), locul unde astronomul austriac Johann Palisa a descoperit-o pe Ida pe 29 septembrie 1884;:206acest nume a fost aprobat oficial de Uniunea Astronomică Internațională (IAU) în 1997. Este situat la capătul de 180° E al Idei, antipodal față de Vienna Regio.

## Caracteristici
Lui Pola Regio îi lipsesc craterele puternic degradate care caracterizează o mare parte din suprafața Idei. :126Regiunea este situată într-o regiune distinctă a Idei, care găzduiește mai multe cratere mari de impact, posibil indicând o dihotomie structurală a asteroidului. Pola Regio se distinge printr-o serie de canale și o natură în general perturbată. Canalele apar ca niște seturi aproximativ paralele de jgheaburi și lanțuri de gropi, arătând ca un analog la scară mică cu șanțurile satelitului Phobos al lui Marte. Canalele pe asteroizi se pot forma din cauza șocurilor seismice de la evenimentele de impact mari care creează fracturi, deși gradul de fracturare depinde în mare măsură de structura internă a asteroidului.
Pe „vârful” opus al Idei, aproape de meridianul 0° E, se află Vienna Regio. Vienna Regio este caracterizată de o mare depresiune concavă, care probabil reprezintă un crater de impact degradat, în ciuda lipsei unei margini intacte a craterului. În 1996, o echipă de astronomi condusă de Erik Asphaug a propus că impactul care a creat depresiunea Vienna Regio este probabil responsabil pentru șanțurile din Pola Regio, deoarece undele seismice de la evenimentul de impact s-ar concentra în Pola Regio. Undele seismice de la impactul care a creat craterul Azzura de aproximativ 10 km se concentrează și asupra Pola Regio, deși într-o măsură mult mai slabă. Cu toate acestea, energia de la impactul Azzura ar fi putut ajuta la redeschiderea fracturilor create de impactul Vienna Regio. Alternativ, Ida poate fi un fragment dintr-un asteroid mai mare care a creat familia Koronis, fracturile rezultând în schimb din destrămarea asteroidului părinte Koronis. Indiferent, dacă șanțurile provin din rezultatul unui impact, atunci Ida nu poate fi o grămadă de moloz, deoarece molozul ar fi absorbit energia seismică. Cu toate acestea, acest lucru este contrar interpretărilor altor astronomi conform cărora Ida este o grămadă de moloz.